# Levester Windmühle
Die Levester Windmühle war eine Windmühle bei Leveste, einem Stadtteil von Gehrden in der Region Hannover in Niedersachsen. Im 19. Jahrhundert wurde die Mühle als Ortslage von Leveste geführt.

## Geschichte

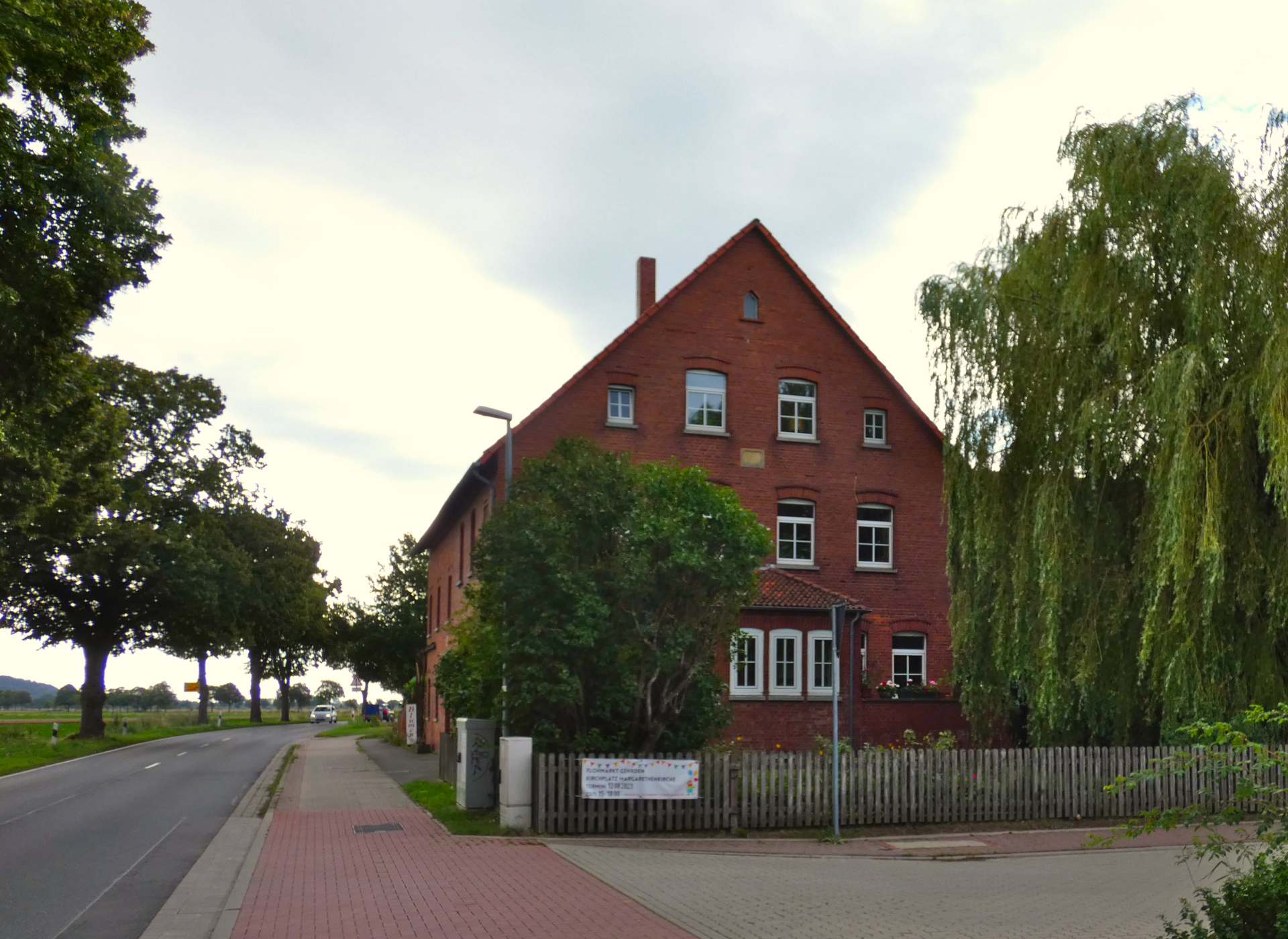
Mühlenwohnhaus an der Gehrdener Straße

Der Levester Gutsherr Jobst Knigge erhielt 1583 die Erlaubnis zur Errichtung einer Windmühle auf seinem Lehen vor Leveste. Die Mühle sollte nur zum Mahlen von eigenem Getreide und dem „armer Leude“ genutzt werden.
Schon vor 1741 gab es hier eine Bockwindmühle.
Die Mühle wurde 1769 durch eine durch den Mühlenbaumeister Pohlmann gebaute neue ersetzt. Das Wohnhaus diente anfangs zugleich als Wegehaus, wo der Wegezoll der Gehrdener Straße von Leveste nach Gehrden kassiert wurde. Die Straße soll hier einst ein Abschnitt der einstigen Handelsstraße Hellweg gewesen sein.
1848 wurde die Windmühle bei Leveste ebenso wie Göxe als nach Leveste eingepfarrt bezeichnet.
Die Mühle wurde 1925 durch einen Sturm beschädigt. Danach mahlte der Müller Pardey noch jahrelang mit nur zwei Flügeln.
Um das zunehmende Arbeitsvolumen zu bewältigen, dienten seit 1925 Dieselmotoren als Antrieb.
1935 warf ein Sturm die Levester Windmühle um. Der Mahlbetrieb wurde noch bis 1980 im erhalten gebliebenen Wohnwirtschaftsgebäude fortgesetzt.
Die Reste der Mühle wurden nach 1945 abgerissen.

## Beschreibung
Der in der Nachkriegszeit 1945 in Gehrden lebende Maler Paul Smalian fertigte ein, möglicherweise idealisiertes, Gemälde der Levester Bockwindmühle. Es zeigt eine Mühle mit Steert und vorhandenen Mühlenflügeln.
Die Wellen und Zahnräder der Mühle waren aus Holz gefertigt. Als Lager dienten geölte Halbschalen aus Granit. Die Mühlsteine waren sogenannte Franzosensteine aus Süßwasserquarzit.